# Rajd ELPA 2004
Rajd Elpa 2004 (29. Elpa Rally) – 29 edycja rajdu samochodowego Rajd Elpa rozgrywanego w Grecji. Rozgrywany był od 24 do 26 września 2004 roku. Była to ósma Rajdowych Mistrzostw Europy w roku 2004 oraz piąta runda Rajdowych Mistrzostw Grecji. Składał się z 20 odcinków specjalnych - jeden 18 o długości 10,67 km - odwołano.

## Klasyfikacja rajdu
| Miejsce                      | Kierowca                     | Pilot                        | Samochód                     | Czas                         | Strata                       |                              |
| Klasyfikacja generalna i ERC | Klasyfikacja generalna i ERC | Klasyfikacja generalna i ERC | Klasyfikacja generalna i ERC | Klasyfikacja generalna i ERC | Klasyfikacja generalna i ERC | Klasyfikacja generalna i ERC |
| ---------------------------- | ---------------------------- | ---------------------------- | ---------------------------- | ---------------------------- | ---------------------------- | ---------------------------- |
| 1.                           | Simon Jean-Joseph            | Jack Boyere                  | Renault Clio S1600           | 2:44:19.2                    | 0.0                          |                              |
| 2.                           | Bruno Thiry                  | Nicolas Gilsoul              | Citroën C2 S1600             | 2:44:53.3                    | +34.1                        |                              |
| 3.                           | Panagiotis Hatzitsopanis     | Nikolaos Petropoulos         | Mitsubishi Lancer Evo VII    | 2:47:16.5                    | +2:57.3                      |                              |
| 4.                           | Konstantinos Markouizos      | Konstantinos Stefanis        | Fiat Punto S1600             | 2:48:51.2                    | +4:32.0                      |                              |
| 5.                           | Miroslav Jandík ml.          | Radim Chrástecký             | Mitsubishi Lancer Evo VII    | 2:52:11.6                    | +7:52.4                      |                              |
| 6.                           | Marco Cavigioli              | Enrico Cantoni               | Opel Corsa S1600             | 2:54:01.2                    | +9:42.0                      |                              |
| 7.                           | Nikos Tsadaris               | Aris Inglessis               | Mitsubishi Lancer Evo VII    | 2:55:30.4                    | +11:11.2                     |                              |
| 8.                           | Grigoris Nioras              | Anastasios Goussetis         | Subaru Impreza WRX           | 2:55:31.0                    | +11:11.8                     |                              |
| 9.                           | Ercan Kazaz                  | Cem Bakançocukları           | Citroën C2 S1600             | 2:57:17.3                    | +12:58.1                     |                              |
| 10.                          | Nikolaos Zahos               | Stavros Stamelos             | Toyota Yaris                 | 2:58:27.5                    | +14:08.3                     |                              |
| Mistrzostwa Grecji           |                              |                              |                              |                              |                              |                              |
| 1.                           | Panagiotis Hatzitsopanis     | Nikolaos Petropoulos         | Mitsubishi Lancer Evo VII    | 2:47:16.5                    | 0.00                         |                              |
| 2.                           | Konstantinos Markouizos      | Konstantinos Stefanis        | Fiat Punto S1600             | 2:48:51.2                    | +1:34.7                      |                              |
| 3.                           | Nikos Tsadaris               | Aris Inglessis               | Mitsubishi Lancer Evo VII    | 2:55:30.4                    | +8:13.9                      |                              |
| 4.                           | Grigoris Nioras              | Anastasios Goussetis         | Subaru Impreza WRX           | 2:55:31.0                    | +8:14.5                      |                              |
| 10.                          | Nikolaos Zahos               | Stavros Stamelos             | Toyota Yaris                 | 2:58:27.5                    | +11:11.0                     |                              |